# The Neon Boys
The Neon Boys — нью-йоркський рок-гурт, який було засновано 1972 року Річардом Хеллом, Біллі Фккою та Томом Верленом. Гурт вплинув на розвиток нової хвилі та панк-року. Після приєднання до них другого гітариста, The Neon Boys трансформувалися у Television у 1973 році.
Через сім років після розпаду гурту, у 1980, вийшло EP з їхніми піснями — «Love Comes in Spurts» і «That's All I Know (Right Now)». На зворотному боці пдатівки були записи гурту Richard Hell & The Voidoids. Відомо, що The Neon Boys також записали пісні «Tramp», «Hot Dog» та «Poor Circulation», але вони так і не були видані.
Кавер-версія «That's All I Know (Right Now)» була записана Sonic Youth.
| Валторна | Це незавершена стаття про музичний колектив. Ви можете допомогти проєкту, виправивши або дописавши її. |